# Paul Elvstrøm
Paul Elvstrøm (Hellerup, 25 febbraio 1928 – Hellerup, 7 dicembre 2016) è stato un velista danese.
Cresciuto a Copenaghen, dove iniziò ad andare in barca a vela fin dalla giovane età, Elvstrøm è passato alla storia soprattutto per due record olimpici, entrambi poi superati: uno per il numero di Olimpiadi disputate e l'altro per il maggior numero di medaglie d'oro consecutive nella stessa specialità individuale.

## Carriera
Oltre ai successi olimpici Elvstrøm ha conseguito vittorie in un numero impressionante di competizioni, tra le quali spiccano 15 campionati mondiali di vela (in otto classi diverse tra cui: Soling, Star, Flying Dutchman, 505, Snipe e Finn) e 8 campionati europei.
Oltre ai risultati sportivi, Elvstrøm ha portato un contributo alla vela sia in termini di innovazione del regolamento di regata, che di innovazione tecnologica nell'equipaggiamento delle barche (estrattori Elvstrøm) e nell'abbigliamento dei velisti. È il progettista dell'imbarcazione Trapez.
Una curiosità, nelle sue ultime due apparizioni olimpiche gareggiò nella classe Tornado assieme alla figlia Trinne. Anche questo è un piccolo record, in quanto si tratta dell'unica coppia padre/figlia ad aver preso parte ai Giochi olimpici. Nel 1996 è stato nominato "Sportivo danese del secolo".

## I record olimpici
Fino al 1996 Elvstrøm con Durward Knowles, Hubert Raudaschl, Piero e Raimondo D'Inzeo e (i primi due velisti e i D'Inzeo cavalieri), con otto partecipazioni erano gli sportivi con il maggior numero di partecipazioni olimpiche. Elvstrøm in particolare gareggiò a Londra 1948, Helsinki 1952, Melbourne 1956, Roma 1960, Città del Messico 1968, Monaco di Baviera 1972, Los Angeles 1984 e Seul 1988. Se non avesse saltato per vari motivi le edizioni del 1964, 1976 e 1980, avrebbe potuto raggiungere l'incredibile quota di 11 partecipazioni in 40 anni di carriera olimpica. Nel 1996 Hubert Raudaschl, anche'egli velista, di nazionalità austriaca, fu il primo a superare questo record partecipando (ad Atlanta) ai Giochi per la nona volta.
L'altro record, che deteneva assieme a Carl Lewis (salto in lungo), Al Oerter (lancio del disco), Michael Phelps (200 metri misti) e Mijaín López (lotta greco-romana, categoria di peso maggiore), consisteva nell'essere riuscito a vincere un oro olimpico individuale in quattro edizioni consecutive (dal 1948 al 1960), la prima nella classe Firefly, soppressa dopo quest'unica apparizione ai Giochi, e le altre nella classe Finn. Nel 2024 López è diventato il solo atleta della storia delle Olimpiadi a vincere cinque medaglie d'oro consecutive individuali nella stessa specialità.

## Palmarès
- Oro a Londra 1948 (classe firefly)
- Oro a Helsinki 1952 (classe finn)
- Oro a Melbourne 1956 (classe finn)
- Oro a Roma 1960 (classe finn)